# 미시간주
미시간주(영어: State of Michigan, 문화어: 미쉬간주)는 미국의 주이다. 미시간호의 이름에서 따왔으며, ‘많은 물’을 뜻하는 인디언(Ojibwe) 말 mishigamaa에서 왔다고 한다. 오대호 중 네 호수에 접하며, 알래스카주 다음으로 연안이 길다. 미시간은 미국의 50개 주 가운데 9번째로 인구가 많고, 면적 크기로는 11위이다. 주도는 랜싱이고 가장 큰 도시는 디트로이트이다.
남쪽으로는 오하이오주와 인디애나주와 접한다. 서쪽으로는 미시간호와 위스콘신주, 동쪽으로는 캐나다의 온타리오주와 휴런호, 이리호와 접한다. 북쪽과 동쪽의 오대호 위로 미네소타주, 일리노이주, 온타리오주(캐나다)와 경계를 접하고 있다. 미시간주는 특이하게 두 개의 서로 떨어져 있는 반도로 이루어져 있다. 미시간호와 휴런호를 잇는 8 km 폭의 매키나 해협을 사이에 두고 어퍼반도와 로어반도로 나뉜다. 이 두 반도는 매키나 다리를 통해 연결되어 있다.
전통적으로 자동차 등 전통산업에 강한 중화학공업의 중심지였으나, 1980년대 이후로 일본, 1990년대 이후로 대한민국과 중국의 추격을 받았으며, 2000년대에는 자국의 앨라배마주에마저 자동차 산업의 중심자리를 점차 내주면서 지역경제는 심각한 타격을 받았고, 결국 2003년에는 미국 전체에서 2번째로 실업률이 높은 지역이 되었다. 현재, 이로 인한 빈부격차(양극화)와 사회갈등을 치유하고 지역경제의 체질을 개선하기 위해 노력중이다.
한때 전직 대통령 공화당 제럴드 포드의 정치적 고향이었으나, 현재는 민주당의 우세지역이다.

## 역사

### 초기 역사
유럽인들이 처음으로 도착하였을 때 약 150,000명의 인디언들이 미시간 지역에 살고 있었다. 부족들의 대부분은 알곤킨 족에 속하였다. 그들은 어퍼반도의 치페와 족과 메노미니 족, 로어반도의 마이애미 족, 오타와 족과 포타와토미 족을 포함한다. 현재의 디트로이트 주변에 정착한 와이언도트 족은 이로쿼이 어족에 속한다. 대략 3,000명의 인디언들만이 어퍼반도의 숲에 살고 있었다.

### 프랑스의 탐험과 정착

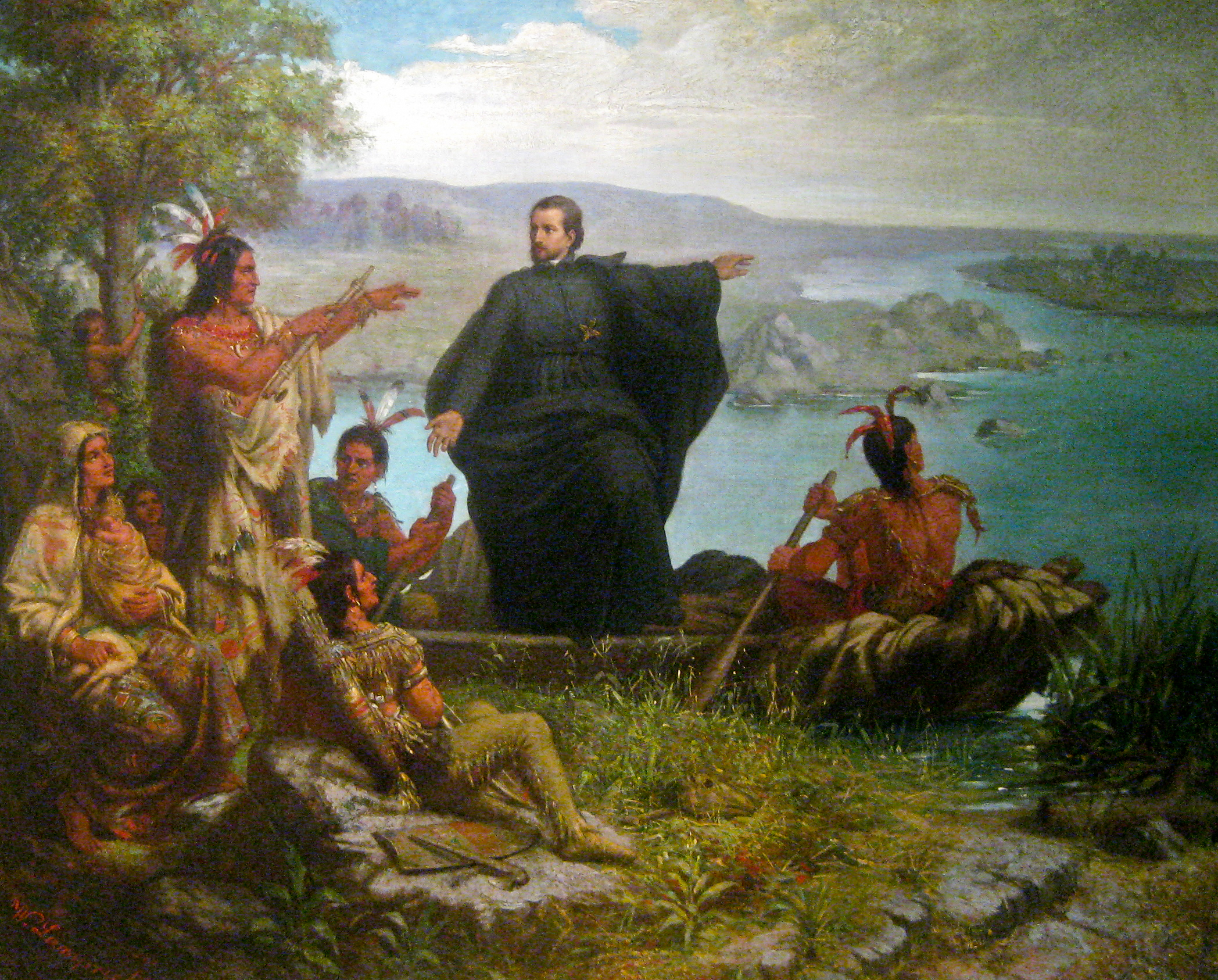
자크 마르케트와 인디언들

프랑스의 에티엔 브륄은 1620년경에 어퍼반도를 탐험하였다. 그는 아마 미시간 지방을 처음으로 방문한 첫 유럽인이었을 것이다. 브륄레는 뉴프랑스의 총독 사뮈엘 드 샹플랭이 퀘벡으로부터 미시간 지방으로 파견하였다.
1634년, 샹플랭은 태평양으로 향하는 길을 찾기 위해 다른 탐험가 장 니콜레를 미시간 지방으로 보냈다. 니콜레는 매키나 해협을 지나면서 여행을 하였다. 1660년, 예수회 선교사 르네 메나르 신부가 케위노 만에 선교 단체를 설립하였다. 1668년에는 자크 마르케트 신부는 솔세인트 마리에 미시간의 첫 영구적 유럽인 정착지를 창립하였다.

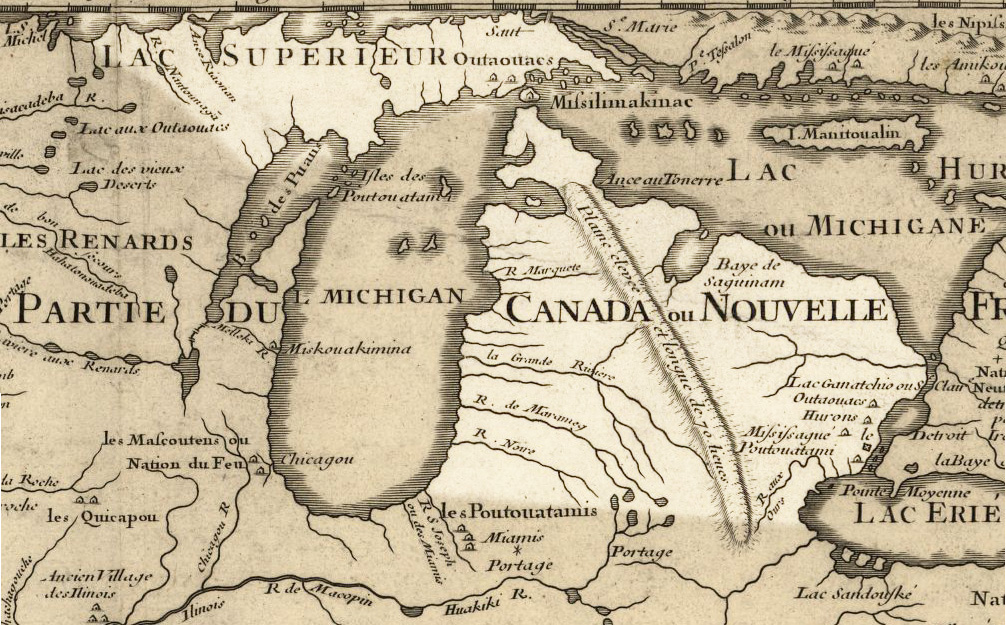
기욤 드 리즐의 지도에 나타난 미시간의 모습(1718년)

1600년대 후반 동안에 마르케트 신부, 루이 졸리에, 르네-로베르 카블리에 드 라 살과 다른 프랑스인들이 지방의 거의를 탐험하였다. 그들은 많은 호수와 강들을 지도에 그렸다. 1700년에 들어서 프랑스인들은 어퍼와 로어반도 양쪽애 있는 일부 장소들에 요새, 선교 단체와 교역지들을 세웠다. 1701년, 앙투앤 드 라모트 카디약이 디트로이트의 도시가 성장한 폰트차트레인을 요새를 창립하였다.
미시간 지방은 프랑스인들의 아래 적은 향상을 만들었다. 일부 유럽인 정착자들 만이 이 지방, 대부분 디트로이트 강을 따라서 농장들을 설립하였다. 프랑스인들의 주요 이익들은 인디언들을 크리스트교로 개종시키거나 이득적인 모피 교역이었다. 그들은 서부로 통하는 데 미시간 지방을 이용하는 것을 희망하였다.

### 영국의 통치
1600년대 후반과 1700년대 동안에 프랑스와 영국이 북아메리카의 통치에 고분투하였다. 그들은 여러 전쟁에서 싸웠으며, 프랑스군은 1763년에 패하였다. 영국은 미시간 지방을 포함한 북아메리카의 프랑스 소유지들의 대부분을 얻었다.
1763년, 폰티악 전쟁이 일어나는 동안에 인디언들은 매키나 시에 있는 미칠리매키나 요새에서 영국군을 공격하였다. 그들은 또한 다른 요새들을 공격하여 많은 정착자들을 죽였다. 그해 5월 오타와 족 추장 폰티악이 이끄는 인디언들이 디트로이트를 포위 공격을 시작하였으나 10월에는 쫓겨났다. 1774년, 영국은 미시간을 퀘벡주의 일부로서 만들었다. 영국인들은 이 지방에 정착하는 것보다 모피 교역에 더욱 흥미를 가졌다.
미국 독립 전쟁이 일어나는 동안에 영국군은 디트로이트에서 온 인디언과 백인 급슥 부대들을 켄터키에 있는 미국인 정착지들을 공격하도록 보냈다. 스페인과 영국도 독립 전쟁 중에 서로 싸우기도 하였다. 1781년, 스페인군들은 나일즈의 세인트 조지프 요새를 포획하여 하루 차지하였다. 1783년,독립 전쟁이 끝나자, 미시간 지방은 결국 미국의 통치 아래로 왔다. 영국군은 가능한 대로 가치 있는 모피 교역을 품기를 원하였다. 그들은 1796년까지 디트로이트나 매키나 요새를 항복하지 않았다.

### 준주 시대
1787년, 미시간 지방은 노스웨스트 준주의 일부가 되었다. 1800년, 의회는 미시간의 일부를 포함한 인디애나 준주를 창조하였다. 1803년, 인디애나 준주는 미시간 지방의 전체를 손에 넣었다. 1805년, 의회는 미시간 준주를 창설하였다. 이 준주는 로어반도와 어퍼반도의 동부 대부분의 작은 지역을 포함하였다.
미영 전쟁이 일어나는 동안 영국군은 디트로이트와 포트 매키나를 포획하였다. 1813년, 미군이 디트로이트를 다시 얻었고, 전쟁이 끝나자 영국군은 포트 매키나를 미국에 돌려주었다.
1825년, 이리 운하가 개통되어 오대호와 대서양을 이으며, 동부의 주들과 서부의 준주들 사이의 교통로를 마련하였다. 이때 미시간에 온 많은 정착자들은 특히 뉴욕주와 뉴잉글랜드에서 왔다.
1835년, 시의회가 주 헌법을 작성하였다. 10월 5일에 주민들은 헌법을 찬성하였고 23세의 스티븐스 T. 메이슨을 초대 지사로 선출하였다. 그러나 의회는 미시간과 오하이오 간의 분쟁을 이유로 미시간이 합중국에 가입하는 것을 연기하였다. 그 분쟁은 털리도 근처의 길쯕한 땅에 관련되었다. 1836년, 의회는 520 제곱 마일(1,347 제곱 킬로미터)의 털리도 스트립을 오하이오에 주고, 어퍼반도의 서부는 미시간의 일부가 되는 것을 결정하였다.

### 주 승격
1837년 1월 26일, 미시간은 미국의 26번째 주가 되었다. 1842년, 주는 인디언과 조약에서 어퍼반도의 서부를 획득하였다. 그 지역은 곧 많은 가치 있는 미네랄 자원이 발견되어 가치가 증명되었다. 구리 채굴이 케뉘나반도에서 1840년대 중반에 시작되었고 1845년에는 네고니 근처에서 철광석 채굴이 시작되었다. 큰 수의 광부와 시굴자들이 어퍼반도에 왔다. 1840년대 후반으로 광업은 주에서 번창하였다. 그러나 광부들은 미시간 서부로부터 광석을 배에 실어 오대호 근처의 산업 지대로 가는 어떤 길을 필요했다. 이 필요함은 수 운하의 건설을 위한 주요 이유 중 하나였다. 첫 운하는 1855년에 개통되었다.
1854년, 잭슨에서 공화당이 임명되었으며 미시간의 사절단들이 7월 6일에 거기서 회의를 가졌다.

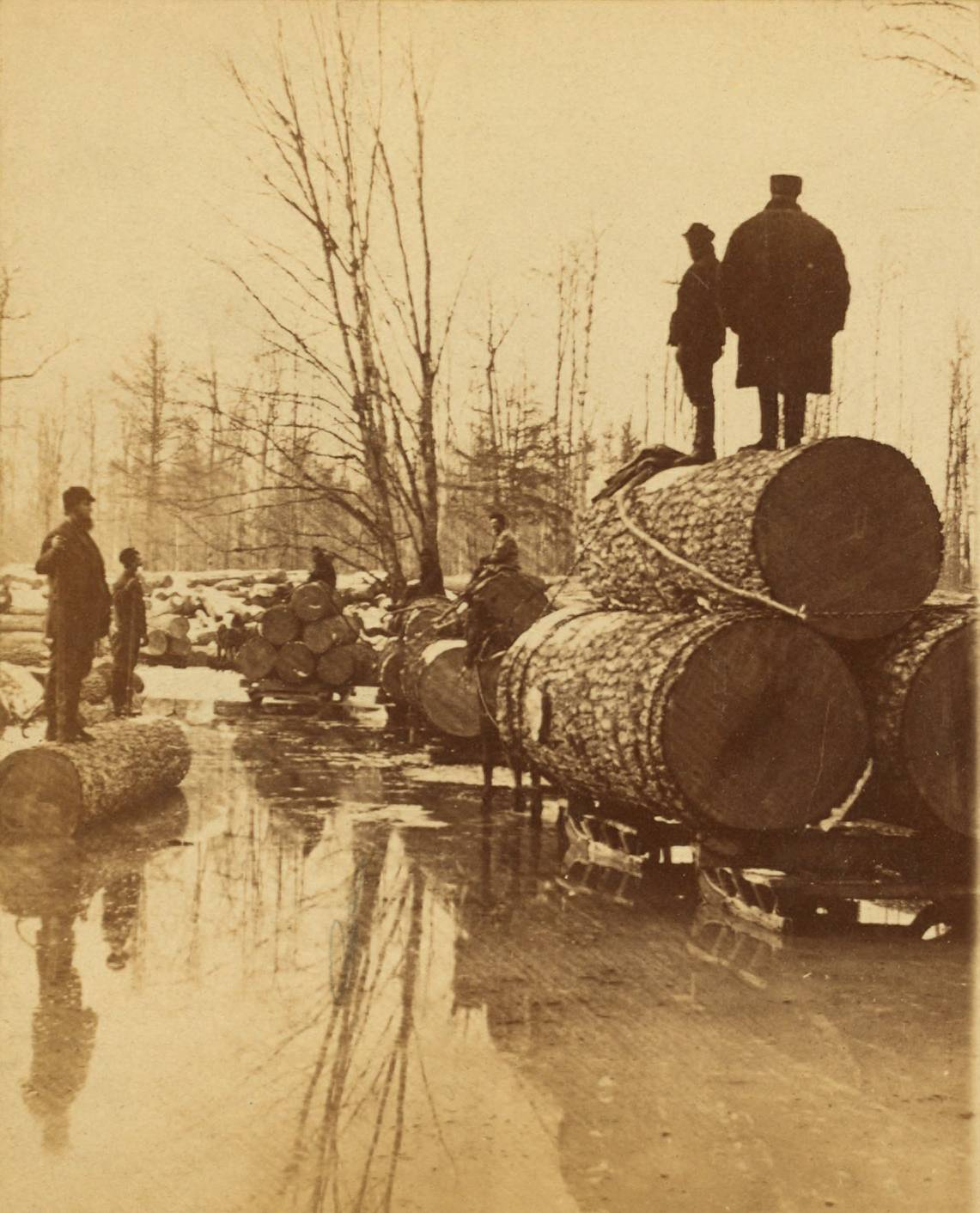
1800년대 후반의 벌목된 소나무

남북 전쟁이 일어나는 동안에 미시간주의 군인들이 북군에 입대하여 싸웠다. 유명한 북군의 사관 조지 암스트롱 커스터 장군이 미시간 기마대 여단을 지도하였다. 1865년 5월 10일, 미시간 기마대 4연대는 조지아주 어윈빌 근처에서 남부의 대통령 제퍼슨 데이비스를 사로잡았다.
남북 전쟁이 끝난 후, 벌목이 미시간에서 주요한 산업이 되었다. 제재소들의 건설은 주에서 제조업의 빠른 발달을 원조하였다. 미시간의 재목은 중서부의 많은 도시들과 농장들을 짓는 데 이용되었다. 미시간 활엽수 재목은 1830년대 그랜드래피즈에서 시작된 가구 산업을 발달시키는 도움을 주었다. 미시간은 1869년부터 1899년까지 재목 생산에서 나라를 이끌었다.
1870년부터 1900년 미시간의 인구가 두배보다 더 많았다. 정착자들이 미시간에 쏟아져 들어와 대지를 제거하면서 농업이 발달하였다. 미시간주는 공동 교육의 후원에서 주들 사이에 지도력을 끌었다. 철도와 증기선의 항로가 미시간의 리조트들을 촉진시켰고, 주의 관광업이 발달하기 시작하였다.

### 1900년대 초반
20세기의 초반은 더 멀리 산업의 확장을 가져왔다. 1899년, 랜섬 E. 올즈가 디트로이트에서 올즈 모터 워크 회사를 창립하였다. 1903년, 헨리 포드는 포드 모터 컴퍼니를 결성하였다. 디트로이트는 곧 나라의 자동차 산업의 중심지가 되었다. 이 새 산업이 미산의 인구와 그 번영을 늘였다.
1914년, 헨리 포드는 포드 모터 컴퍼니가 그 근로자들과 함께 그 이득을 나누리라고 공고하였다. 포드는 또한 하루당 5 달러의 최저 임금을 설립하기도 하였다. 그때 비숙련공의 대부분은 하루에 1 달러를, 숙련공들은 2 달러 50 센트를 벌었다.
1917년, 미국이 제1차 세계 대전에 참전한 후 미시간의 공장들은 장갑차, 트럭 등과 다른 군사 용품들을 만들었다. 1920년대 동안에 미시간주의 고속 도로의 향상은 자동차 산업과 그에 관계된 비즈니스들의 증대에 공헌하였다. 1920년대 후반에 관광업이 주에서 소득의 지도력 근본이 되었다.

### 대공황과 회복
미시간주는 1930년대 대공황의 타격을 받았다. 수만명의 근로자들이 자신들의 직업을 잃었다. 주에는 민간 산림 보호대의 지부들이 100개 이상이나 있었다. 이 지부들에서 정부는 산림 프로젝트들에 일하는 데 젊은 남자들을 고용하였다. 공공 사업 촉진국은 공공 사업 프로젝트에 대략 500,000명의 사람들을 고용하였다. 대공황이 생기기 전과 동안에는 다른 주들의 구리 채굴이 미시간보다 적게 비용이 들었다. 광석들이 땅 깊숙히 있기 때문에 구리 채굴이 더 비용이 들었다. 미시간의 구리 채굴이 줄어들고, 어퍼반도에 더 많은 실업자들이 생기는 결과를 가져왔다.
1935년, 자동차 산업의 근로자들은 전국 자동차 노동 조합을 결성하였다. 1936년 12월, 플린트에 있는 제네럴 모터스 공장에서 파업에 들어갔다. 파업자들은 조합원들만이 기용될 수 있는 산업을 요구하였다.
제네럴 모터스 공장의 공무원들은 전국 자동차 노동 조합의 요구를 거절하였다. 파업인들은 공장 안에 자신들을 잠가 놓고, 그들을 쫓아내려는 경찰들과 싸웠다. 1937년 2월 11일, 전국 자동차 노동 조합이 집단적 거래의 권리들을 받아 파업이 끝났다. 조합은 3월에 크라이슬러 주식회사로부터 같은 권리들을 받았다. 1941년, 포드 모터 컴퍼니와 계약을 맺으은 후에 전국 자동차 노동 조합은 모든 큰 자동차 회사들의 근로자들을 대표하여 그 주요 요구들을 얻었다. 이 요구들은 더 높은 봉급과 근로자들의 대표로서 조합의 인정을 포함한다.

### 20세기 중반
1941년 12월에 미국이 제2차 세계 대전에 참전하였다. 1942년부터 1945년 전쟁이 끝날 때까지 미시간의 전체 자동차 산업이 전쟁 용품 제조업으로 바뀌었다. 주는 대량의 전투기, 군함, 탱크와 다른 군사 용품들을 생산하였다. 이 일은 전쟁 성과에 큰 기여를 하였고, 또한 주에 다시 번영을 가져왔다.
민주당원 G. 메넨 윌리엄스가 1949년부터 1960년까지 미시간의 주지사로 지냈다. 그는 주에서 양당을 소생하는 데 도움을 주었다. 100만 명의 미국인들이 미시간에서 만든 새로운 자동차들과 다른 제품들을 매입하였다.
1955년, 온토너곤 근처에 새로운 구리 광산이 개장되었다. 미시간의 어퍼반도에 있는 철광 회사들은 비자석 광석으로부터 철광석을 회복하는 새로운 방법들과 철강 공장들에 나를 광석의 가공 처리의 새로운 길들을 발달시켰다. 1957년, 매키나 다리가 완공되어 어퍼반도와 로어반도를 잇고 있다.
1950년대 후반과 1960년대 초반 동안에 주는 재정적 문제들과 직면하였다. 전국적으로 불경기가 미시간의 자동차 판매와 생산에 폭락의 원인을 일으켰다. 결과로서 주의 다른 비즈니스 활동들도 느려졌다. 미시간의 재정적 묘사는 나라가 1960년대 동안에 다시 번창하고, 자동차와 다른 미시간의 제품들의 구매가 늘어나면서 밝아졌다.
1961년, 미시간의 투표자들은 1908년에 채택되었으며 오래된 주의 헌법을 수정하는 헌법적 회의를 정식으로 허가하였다. 그들은 1963년 새 헌법을 좁게 찬성하였고 이듬해 실행되었다.
미시간주의 기업인 조지 롬니는 1963년부터 1969년까지 주지사를 지냈다. 공화당 소속인 그는 헌법적 회의에서 지도력있는 역할을 하였다. 주 지사로서 그는 새 헌법의 경과를 위하여 싸웠다. 롬니의 행정은 주의 세금 조직을 근대화하였다. 1967년에 채택된 주의 소득세를 포함한 새로운 세금은 미시간주에게 교육, 정신 건강 시설, 보장 프로그램과 다른 정부 서비스들을 위한 돈을 쓰는 것을 늘일 수 있도록 하였다. 1972년, 미시간주는 추가적 돈을 모으는 데 도움을 주는 주의 분배를 설립하였다.
1967년 7월, 디트로이트의 현저하게 아프리카계 미국인 지역에서 8일간의 폭동이 일어났다. 폭동인들은 건물들에 불을 저지르거나 상점을 약탈하였다. 43명이 사망하였고, 대략 4천 5백만 달러의 재산들이 파괴되거나 손상을 입었다.

### 20세기 후반

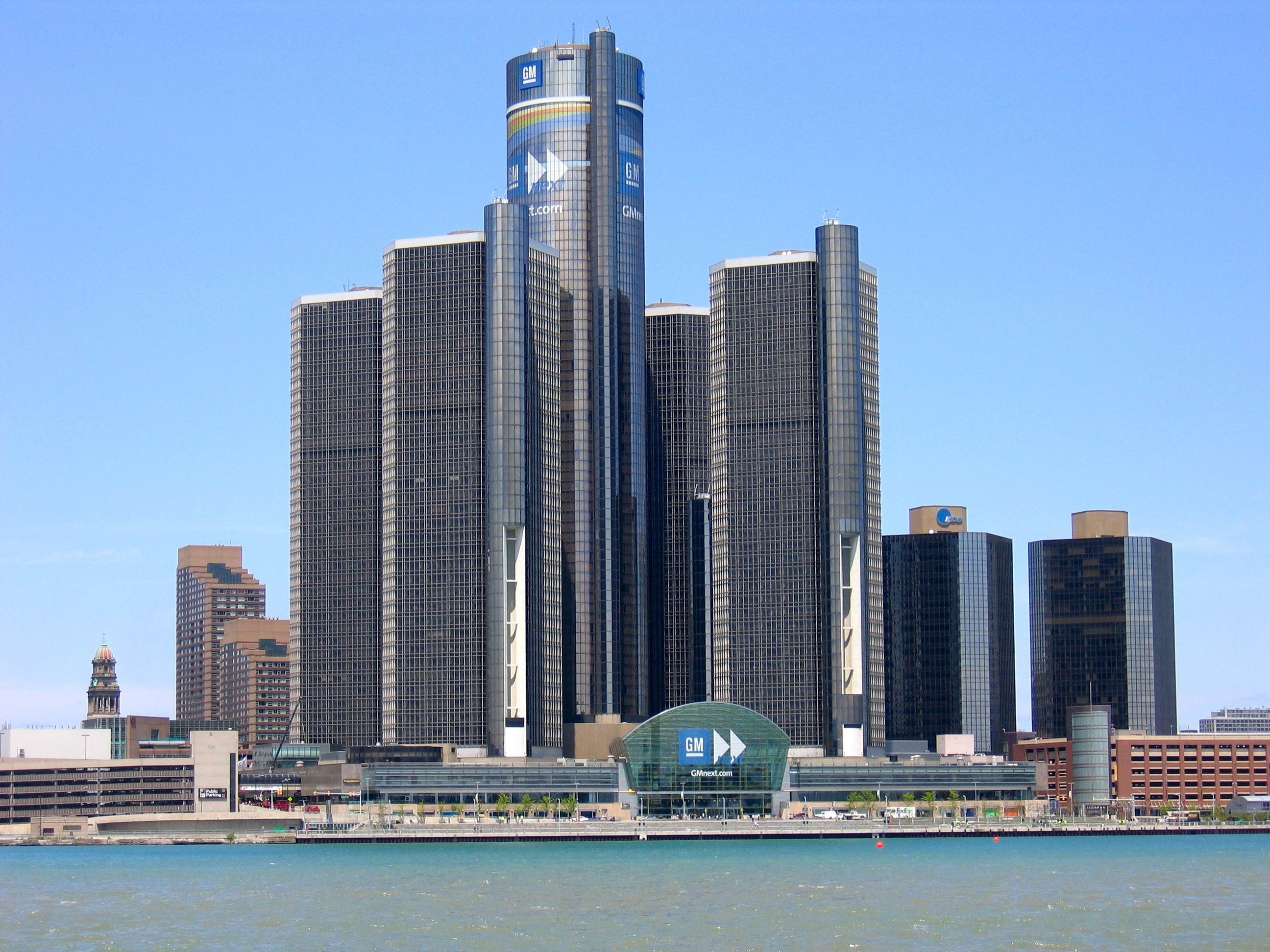
다운타운 디트로이트

1970년대 후반과 1980년대 초반 동안에 전국적으로 불경기가 자동차 산업의 폭락과 미시간주에서 실업자들의 늘어남의 결과를 가져왔다. 1980년에 들어서 미시간은 여러 주들 사이에 최고의 실업률을 보였다. 1980년대의 심각한 재정적 위기가 교육, 정신 건강 시설. 보장 프로그램과 다른 서비스를 위한 자금 삭감을 하도록 주 정부에 강요하였다. 1983년, 향상된 자동차 판매가 주의 실업자들을 줄이고, 일시적으로 소득세의 늘어남이 프로그램 삭감을 복구할 수 있도록 하였다.
1990년대에는 교통 수단 생산이 주의 대부분의 중요한 제조업을 유지하였다. 미시간주의 지도자들은 주의 자동차 산업에 대한 의지를 줄이고 새로운 산업들을 끌어들이도록 하였다.

### 21세기
2000년대 초반에 경제가 약해지고 나라를 통하여 실업자가 늘어났다. 미시간주는 특별히 제조업의 직업들의 영향을 받았다. 일부 회사들이 노동비가 낮은 이유로 다른 나라들로 옮겨갔다.
2002년, 미시간의 투표자들은 첫 여성 주지사 제니퍼 그랜홈을 선출하였다. 2014년, 디트로이트가 파산을 선언하였다.

## 경제

### 서비스업
미시간의 서비스업들은 메트로폴리탄 지역들, 특히 디트로이트 지역에 집중되어 있다. 디트로이트는 주의 금융과 보험의 중심지이다. 연방 정부도 거기에 많은 지점을 두었다. 디트로이트의 항구는 미시간의 국제 무역을 거의 다루고 있다. 일부 철도와 트럭 회사들이 디트로이트에서 행하는 편이다.
많은 호텔, 식당, 도매상들이 디트로이트, 플린트, 그랜드래피즈와 랜싱 지역에서 운영된다. 주도인 랜싱은 정부의 중심지아며, 큰 보험 회사인 잭슨 내셔널 생명 보험의 기지이기도 하다. 주의 공학과 연구 회사들이 자동차 산업으로부터 수많은 비즈니스를 받고 있다. 이 산업들은 미시간주를 고도기술 노동력의 사이즈에서 국가 지도자들 중 하나가 되도록 도움을 주었다.

### 제조업

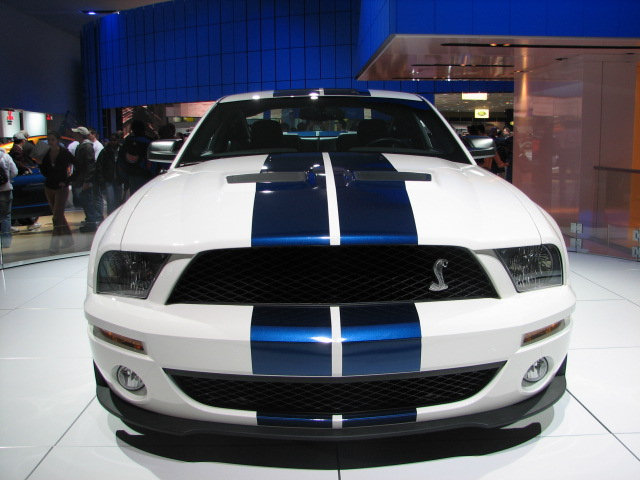
미시간주는 자동차 산업의 중심지이다.

미시간주는 지도력있는 제조업 주들 중 하나이다. 미시간주의 제조품들의 대략 절반이 디트로이트의 메트로폴리탄 지역에서 생산되고 있다. 교통 수단 산업은 주에서 모든 제조업자들 중에 4분의 1 이상을 고용한다.
미시간주는 미국에서 자동차의 제1 생산지이다. 크라이슬러, 포드 모터 컴퍼니와 제너럴 모터스의 세계 본부들이 디트로이트 지역에 있다. 디트로이트 지역에 있는 많은 다른 도시들은 중요한 자동차 생산의 중심지들이다. 다른 주들이나 다른 나라들과 경쟁으로 인해 주의 많은 자동차 공장들이 줄어들거나 문을 닫았다. 미시간의 다른 차량 공업들으 트럭, 버스, 스포츠카, 보트 등을 생산하고 있다.
합성 금속 제품들과 기계 공업은 미시간주에서 다음으로 가장 귀한 제조업이다. 미시간의 합성 금속 제품들은 공구와 기계 상업 생산품 등을 포함한다. 기계 공업은 난방 시설, 펌프, 엔진 등을 포함한다.
화학품과 식품 생산도 중요하다. 약품은 화학품의 최고 타입이며, 디트로이트, 그랜드래피즈와 캘러마주 지역들에서 생산된다. 미들랜드는 다우 화학 회사의 본사를 두고 있다. 배틀 크리크는 세계의 다른 도시들보다 더 많은 아침식사용 시리얼을 생산한다. 프리먼트는 미국에서 가장 큰 이유식 공장을 가지고 있다. 미시간은 낙농품, 과일과 채소 제품과 정육 제품을 생산한다.
가구 제조업도 성한 편이며, 그랜드래피즈 지역은 미시간주에서 거의 사무용 가구들을 생산한다. 또한 시멘트, 콘크리트와 유리 제품을 생산한다. 주에 걸쳐있는 공장들은 플라스틱과 고무 제품을 제조하며, 철강업은 디트로이트 지역에서 행하는 편이다.

### 농업

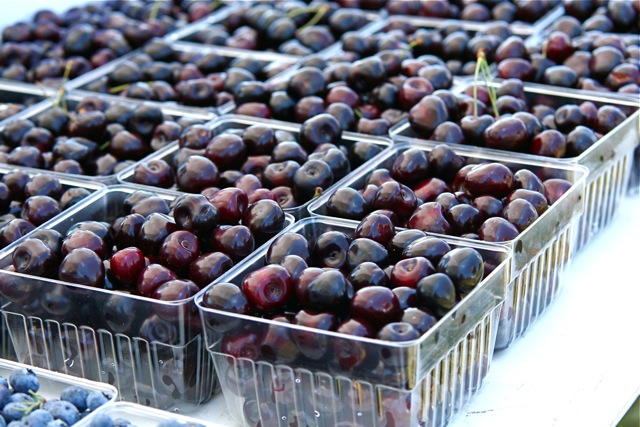
미시간 체리

농장 지대는 미시간주의 대략 4분의 1을 뒤덮고 있다. 미시간주의 최고 농장 지대는 주의 남부에 있다.
곡물은 총 농업 소득의 약 60 퍼센트를 마련한다. 주의 주요한 곡물은 옥수수, 건초, 콩, 사탕무와 밀이다. 미시간은 제1의 사탕무 생산지이다. 꽃과 관목 같은 온실과 종묘장에서 자라는 식물들은 소득의 중요한 근본이다. 미시간주는 나라에서 가장 큰 크리스마스 트리 생산지이다.
로어반도에서 미시간호에 자리잡은 대지는 북아메리카에서 가장 생산적 과일이 자라는 지역이다. 사과, 블루베리, 체리와 포도를 생산한다. 과일나무의 꽃들은 봄에 많은 꿀벌들을 끌어들여 꿀을 만드는 편이다. 트레이버스 시티는 체리와 포도주로 유명하다.
미시간주의 채소 농사는 로어반도의 남부 절반에서 행하는 편이다. 중요한 채소 작물로는 아스파라거스, 당근, 오이, 감자, 토마토 등이다.
가축과 축산물은 농장 소득의 약 40 퍼센트를 마련한다. 우유는 최고의 농장 생산물이며, 낙농업은 주의 전체에 걸쳐 찾아볼 수 있다. 육우와 돼지도 중요한 축산물이며 로어반도의 남부에서 주로 기르고 있다.

## 주민
| 인구조사        | 인구       | Note | %±     |
| --------------- | ---------- | ---- | ------ |
| 1800년          | 3,757      |      | —      |
| 1810년          | 4,762      |      | 26.8%  |
| 1820년          | 7,452      |      | 56.5%  |
| 1830년          | 28,004     |      | 275.8% |
| 1840년          | 212,267    |      | 658.0% |
| 1850년          | 397,654    |      | 87.3%  |
| 1860년          | 749,113    |      | 88.4%  |
| 1870년          | 1,184,059  |      | 58.1%  |
| 1880년          | 1,636,937  |      | 38.2%  |
| 1890년          | 2,093,890  |      | 27.9%  |
| 1900년          | 2,420,982  |      | 15.6%  |
| 1910년          | 2,810,173  |      | 16.1%  |
| 1920년          | 3,668,412  |      | 30.5%  |
| 1930년          | 4,842,325  |      | 32.0%  |
| 1940년          | 5,256,106  |      | 8.5%   |
| 1950년          | 6,371,766  |      | 21.2%  |
| 1960년          | 7,823,194  |      | 22.8%  |
| 1970년          | 8,875,083  |      | 13.4%  |
| 1980년          | 9,262,078  |      | 4.4%   |
| 1990년          | 9,295,297  |      | 0.4%   |
| 2000년          | 9,938,444  |      | 6.9%   |
| 2010년          | 9,883,640  |      | −0.6%  |
| 2020년          | 10,077,331 |      | 2.0%   |
| 출처: 1910–2020 |            |      |        |

2000년, 미국 인구 조사국에 의하면 미시간은 9,938,444명의 사람들이 살고 있다고 보고하였다. 인구는 1990년의 9,295,297명에서 7 퍼센트로 늘어났다. 2000년, 조사에 따르면 미시간은 50개의 주들 사이에 8번째로 인구가 많은 편이다.
미시간 주민의 80 퍼센트 이상이 주의 15개의 메트로폴리탄 지역들에 살고 있다. 이들은 앤아버, 배틀 크리크, 베이 시티, 디트로이트-워런-리보니아, 플린트, 그랜드래피즈-와이오밍, 홀랜드-그랜드헤이번, 잭슨, 칼러마주-포티지, 랜싱-이스트 랜싱, 먼로, 머시키곤-노스쇼어즈, 나일스-벤턴 하버, 새지노-새지노 타운십 노스와 사우스벤드(인디애나)-미샤와카(인디애나)이다.
디트로이트는 미시간주에서 가장 큰 도시이며 미국에서 10번째로 제일 큰 도시이다. 미시간주의 다른 큰 도시들은 인구순으로 그랜드래피즈, 워런, 플린트, 스털링 하이츠, 랜싱, 앤 아버, 리보니아, 디어본, 웨스틀랜드, 파밍턴 힐스, 트로이와 칼러마주이다 이 모든 도시들은 75,000명 이상의 인구를 가지도 있고, 다 로어반도에 있다. 어퍼반도에서 가장 큰 도시는 마케트이며, 대략 20,000명의 사람들이 살고 있다.
미시간 주민의 100명 중에 약 95명이 미국에서 태어났다. 독일, 아일랜드, 영국, 폴란드, 프랑스, 네덜란드, 이탈리아와 아랍 계통의 주민들이 많으며, 아프리카계 미국인은 주 인구의 약 14 퍼센트를 차지한다. 어퍼반도에는 스칸디나비아와 핀란드 계통의 주민들이 살고 있다.

### 미시건 주의 무슬림
미시건 주는 무슬림 이민자들이 많은 미국 내 지역들 중 하나이다. 미국 전체인구에서 무슬림 인구는 1%를 차지하지만, 미시건 주 인구의 무슬림 인구는 2.75%를 차지한다. 특히 미시건 주의 전문직 인구에서 무슬림 인구의 비율이 높다. 미시건 주 전체 의사 중 15% 이상, 약사의 10% 이상, 치과의사의 7% 이상, 발 치료 의사의 6.9%, 정골의사의 6.1%를 무슬림 인구가 차지한다. 또한 무슬림들은 35,000여개 이상의 사업체를 운영하며, 이는 미시건 주 전체의 소규모 사업체의 4.1%를 차지한다. 이들 사업체로부터 약 10만 명의 미시건 주민들의 고용이 창출되는 것으로 추정된다.

## 문화
전문 체육(스포츠)팀들이 강하다. 일례로, 야구(디트로이트 타이거즈)는 4회의 월드시리즈 우승을 차지했으며, 농구(디트로이트 피스턴스)는 5회의 결승진출과 3회의 미국 프로 농구(NBA)우승을 거머쥔 전통의 강호이다. 최근 미시간주에서 MLS 팀을 창단하려고 하는 움직임이 강하다.

## 교육
미국에서 고등학교 졸업 요건으로 ACT 응시를 지정한 주 중 하나이다.
- 미시간 대학교
- 미시간주립 대학교
- 웨인 주립 대학교
- 캘빈 칼리지

## 자매 주
- 일본 시가현[5]
- 중국 쓰촨성[6]

## 같이 보기
- USS 미시간